# Таубе, Максим Антонович
Барон Максим Антонович Таубе (25 декабря 1826 — 12 июня 1910) — русский государственный деятель, член Государственного совета, генерал от инфантерии. Член ЗСОИРГО (1890)

## Биография
Образование получил в Дворянском полку, откуда 10 августа 1845 года выпущен прапорщиком в лейб-гвардии Измайловский полк, с прикомандированием к офицерским классам артиллерийского училища, по окончании курса которых в 1847 году переведён в батарейную батарею лейб-гвардейской Конной артиллерии.
Чины: подпоручик (1848), поручик (1850), штабс-капитан (1855), капитан (1858), полковник (1858), генерал-майор (1866), генерал-майор Свиты (1874), генерал-лейтенант (1876), генерал от кавалерии (1890).
10 апреля 1858 года назначен командиром 2-й легкой батареей лейб-гвардейской Конной артиллерии. 30 августа 1858 года произведён в полковники, с назначением командиром лейб-гвардейской конно-лёгкой батареи. 18 марта 1863 года назначен командиром 3-го драгунского Новороссийского полка.
15 сентября 1865 года назначен начальником Николаевского кавалерийского училища. 16 декабря 1873 года назначен командующим 3-й кавалерийской дивизии. 27 июля 1875 года назначен командующим 5-й кавалерийской дивизии.
30 августа 1876 года произведён в генерал-лейтенанты с утверждением в должности начальника дивизии. 27 мая 1881 года назначен командиром 12-го армейского корпуса.
9 апреля 1889 года назначен помощником командующего войсками Киевского военного округа, в том же году назначен на должность командующего войсками Сибирского военного округа. С 24 октября 1889 по 11 июля 1900 года был Степным генерал-губернатором.
С 1890 действительный член Императорского Российского географического общества по отделению статистики. Действительный член Западно-Сибирского отделения Императорского Российского географического общества в Омске.
С 1895 почётный член Михайловской артиллерийской академии.
11 июля 1900 назначен членом Государственного совета. В 1903 году был избран почетным гражданином города Петропавловска Акмолинской области.
Скончался в 1910 году, похоронен на Новодевичьем кладбище 14 июня 1910 года.

## Участие в сражениях
- Венгерский поход 1849 года.

- Подавление Польского восстания 1863—1864 года.

## Награды
Ордена:
- Орден Святого Станислава III степени — 26.08.1856
- Орден Святого Станислава II степени с Императорской короной — 30.08.1860
- Орден Святой Анны II степени — 30.08.1862
- Орден Святого Владимира IV степени — 19.08.1863
- Орден Святого Владимира III степени — 30.08.1868
- Орден Святого Станислава I степени — 28.03.1871
- Орден Святой Анны I степени — 9.05.1873
- Прусский Орден Красного орла II степени со звездой — 28.10.1874
- Орден Святого Владимира II степени — 30.08.1879
- Большой офицерский крест французского ордена Почётного Легиона — 14.04.1884
- Орден Белого орла — 30.08.1885
- Орден Святого Александра Невского — 30.08.1888
- Орден Святого Владимира I степени — 14.05.1896

Медали:
- Тёмно-бронзовая медаль «В память войны 1853—1856» — 1856
- Бронзовая медаль «За усмирение польского мятежа» — 1864
- Медаль «В память царствования императора Александра III» — 26.02.1896
- Медаль «В память коронации Императора Николая II» — 26.05.1896
- Медаль «За труды по первой всеобщей переписи населения» — 1897

Прочие награды и поощрения:
- Единовременное годовое жалование — 23.04.1862
- Золотая шпага «За отличие при Ставах» — 4.06.1864
- Императорская корона к ордену Святой Анны II степени — 10.04.1865
- Единовременно 1083 рубля при назначении командующим дивизией — 26.01.1874
- Монаршая благодарность — 29.03.1881
- Монаршая благодарность — 28.10.1881
- Аренда 1500 рублей в год на 6 лет — 15.05.1883
- Монаршая благодарность за смотр — 15.01.1885
- Монаршее благоволение за смотр при Киеве — 1.08.1885
- Монаршее благоволение за манёвры — 19.08.1885
- Единовременно 1200 рублей — 6.03.1887
- Аренда 2500 рублей в год на 4 года — 15.05.1889
- Знак отличия беспорочной службы «XL лет» — 22.08.1889
- Высочайшая благодарность за успешное поступление окладных сборов по Степному генерал-губернаторству в 1890 году — 28.07.1891
- Аренда продлена на 4 года — 22.04.1893
- Алмазы к ордену Святого Александра Невского — 30.08.1893
- Высочайший рескрипт по случаю 50-летия службы в офицерских чинах — 10.08.1895
- Аренда продлена на 4 года — 21.05.1897
- Знак отличия беспорочной службы «L лет» — 22.08.1900
- Знак Российского общества Красного Креста — 27.02.1901
- Аренда 3000 рублей в год на 4 года — 28.05.1901
- Аренда продлена на 4 года — 2.05.1905
- Высочайший рескрипт — 1.01.1909